# Menslage
Menslage är en kommun och ort i Landkreis Osnabrück i förbundslandet Niedersachsen i Tyskland.
Kommunen ingår i kommunalförbundet Samtgemeinde Artland tillsammans med ytterligare tre kommuner.